# 长乐学宫
长乐学宫位于中国广东省梅州市五华县华城镇十字街五华中学内，始建于明成化五年（1469），正德年间重修，清同治六年（1867）水灾后重建。周恩来等率领的东征主力第一团曾驻于此。1989年6月29日被公布为广东省文物保护单位。1994年重修大成殿，1999年重修东西庑、戟门。